# Most (računalništvo)
Most (angleški naziv bridge) je omrežna naprava, katere naloga je pretvorba okvirjev med različnimi protokoli in zavračanje kakorkoli poškodovanih okvirjev. Je skupek strojne in programske opreme, potrebne za komunikacijo dveh omrežij, ki omogočata povezavo segmentov istega ali podobnega omrežja. V splošnem spušča most vse pakete enega segmenta na drug segment.
Pri večini implementacij pa lahko eksplicitno omogočimo pretok paketov določenega protokola (na primer IPX/SPX). Na nivoju podatkovne povezave govorimo o mostovih, zaradi česar lahko trdimo, da so pametnejši od ponavljalnikov. Pregleduje naslove MAC (poznan tudi kot strojni naslov — zapečen na vsaki omrežni napravi) vsakega podatkovnega paketa v omrežju povezanega na most. Z učenjem MAC naslovov lahko preprečuje širjenje prometa iz posameznega lokalnega omrežja v ostale segmente. Če most dobi paket namenjen omrežju, iz katerega je prišel, ga uniči, ker je že v pravem omrežju. V primeru, da je okvir namenjen v drugo omrežje se mora odločiti, v katero omrežje ga bo poslal. Zato pa mora vedeti, v katerem omrežju se nahaja ciljni računalnik. Most ne pregleduje čela paketov omrežnega nivoja, zaradi česar lahko prenese enako dobro pakete protokolov protokol IP, IPX in OSI.
Slabost mostov je, da posredujejo pakete z razpršeno (angl. broadcast) oddajo vsem segmentom. Tudi v primeru, ko most ne more razrešiti naslova MAC za določen paket, posreduje paket vsem povezanim segmentom.